# 나의 사랑, 나의 신부 (1990년 영화)
나의 사랑 나의 신부는 1990년 공개된 이명세 감독, 박중훈, 최진실 주연 대한민국의 로맨틱 코미디 영화이다.
사소한 내용으로 티격태격하며 신혼의 시절을 회상하는 내용의 영화이다.
한편, 최진실이 분한 오미영 역은 당초 이미연이 거론됐으나 결혼한 역할이라 고사했다.

## 줄거리
대학교 졸업 후 출판사에서 일하는 영민은 언젠가 작가가 되기를 꿈꾼다. 그는 대학 시절 캠퍼스 커플이자 연인이었던 미영과 결혼하며 영원한 사랑을 믿는다.

## 배역
- 박중훈 : 김영민 역
- 최진실 : 오미영 역
- 김보연 : 미스 최 역
- 윤문식 : 미스터 구 역
- 도용구 : 미스터 박 역
- 김영배 : 미스터 서 역
- 조주미 : 주인집 역
- 최종원 : 의사 역
- 송영창

## 수상
- 1991년 제36회 아시아태평양영화제
  - 남우주연상 - 박중훈
  - 최고신인상 - 이명세
- 1991년 제15회 황금촬영상
  - 연기대상 - 최진실
  - 촬영상(금상) - 유영길
- 1991년 제29회 대종상
  - 신인감독상 - 이명세
  - 신인여우상 - 최진실
- 1991년 제12회 청룡영화상
  - 신인감독상 - 이명세